# Битва при Простках
Битва при Простках (польск. Bitwa pod Prostkami) — сражение во время Северной войны между войсками Речи Посполитой и крымского хана, с одной стороны, и шведскими и бранденбургскими войсками, с другой, произошедшее 8 октября 1656 года. Поляки выиграли битву, уничтожив вражеские войска и взяв князя Радзивилла в плен.

## Предыстория
В конце лета 1656 года союзные шведско-бранденбургские войска покинули Варшаву и начали отступление на северо-запад. Польско-литовские военачальники решили вторгнуться в герцогство Пруссия, которая была вассалом Польского королевства, но по результатам Кёнигсбергского договора 1656 года (как часть курфюршества Бранденбург-Пруссия) стала союзником Швеции. Целью вторжения было заставить курфюрста Бранденбурга Фридриха Вильгельма I расторгнуть союз со шведами.
Польско-литовскими силами командовал гетман Винцент Гонсевский. Поляков поддержали отряды крымских татар Субхана Гази-аги. В общей сложности армия Гонсевского насчитывала около 8000—10 000 человек (в том числе 2000 татар). В начале октября 1656 года Гонсевский пересёк реку Нарев вблизи Ломжи или Визны и направился на север, к Элку.
Прусский наместник Георг Фридрих Вальдекский сосредоточил свои силы рядом с Вонсошем. Его армия насчитывала около 3500 человек, в основном рейтаров и драгун. Вальдек достиг селения Простки 6 октября и расположился станом на восточном берегу реки Элк, рядом с мостом, который он собирался защищать. Он также связался с Богуславом Радзивиллом, чьи 800 кавалеристов разместились в Райгруде. Кроме того, дополнительные прусские подразделения были размещены на некотором расстоянии от Элка. Узнав о вторжении поляков и крымцев, они отправились на помощь Вальдеку, но лишь часть из них достигла поля боя под Простками. 2000 солдат и 12 пушек оставили Элк 8 октября, когда было уже слишком поздно.

## Ход битвы
Утром 8 октября первые татарские и литовские отряды достигли деревни, в то время как основные силы находились примерно в двух часах марша позади. Гонсевский, используя численное превосходство над противником, решил заставить пруссаков оставить свои позиции за рекой, чтобы уничтожить их в открытом поле. В то же время он послал татар к Элку, против прусских подкреплений.
На первом этапе сражения литовцы предприняли ложное отступление. Это работало, пруссаки перешли реку, в то время как Вальдек, получив информацию о перемещении отрядов татар, послал кавалерийский отряд из 500 рейтаров к Элку. К ним присоединилась кавалерия Богуслава Радзивилла, которая вскоре столкнулись с татарами.
Когда главные польско-литовские силы атаковали пруссаков, Вальдек приказал своим войскам вернуться за реку. Гонсевский атаковал пруссаков, заставив их отступить. Между тем татары перешли реку Элк и напали на прусский лагерь. Вскоре после этого они объединились с литовскими полками. Отряд Радзивилла был перебит, а сам Радзивилл захвачен в плен. Вальдеку и 500 солдат удалось бежать. Татары и литовцы были слишком заняты грабежом прусского лагеря, чтобы их преследовать. В целом сражение длилось около пяти часов.

## Последствия
После победы Гонсевский отправил письмо Фридриху Вильгельму, требуя от него расторгнуть союз со шведами. Курфюрст ответил отказом, что привело к масштабному мародерству и опустошению юго-восточных замель Пруссии. Гонсевский вернулся с войском в Литву, в то время как татары вернулись в Крым.